# 강력반 (2011년 드라마)
《강력반》은 2011년 2월 28일부터 2011년 4월 26일까지 방영된 한국방송공사 월화 미니시리즈로, 서울 강남만이 가지는 특수한 환경 속에서 쉴 새없이 벌어지는 사건 사고를 통해서, 우리 시대의 자화상을 진지하게 반추해 보는 범죄 수사 드라마이다.

## 등장 인물

### 주요 인물
- 송일국 : 박세혁 역 - 강력계 형사, 경사, 별명 '빡쎄'
- 이종혁 : 정일도 역 - 형사과 과장, 경정
- 송지효 : 조민주 역 - 인터넷 사이트 '쇼킹닷컴'의 인턴기자

### 박세혁의 주변인물
- 김유빈 : 박해인 역 - 세혁과 허은영의 딸
- 박선영 : 허은영 역 - 세혁의 전 부인, 유명재단 이사장

### 조민주의 주변인물
- 백승희 : 신유미 역 - 민주의 친구, 연예인 지망생
- 선욱현 : 쁘띠 장 역 - 인터넷 사이트 '쇼킹닷컴'의 사장
- 오용 : 남 기자 역 - 민주의 선배기자

### 강력 2팀
- 김선경 : 임경은 역 - 형사, 팀장
- 성지루 : 남태식 역 - 강력계 형사, 경사
- 선우선 : 진미숙 역 (아역 천영민) - 강력계 팀장, 경위
- 김준 : 신동진 역 - 강력계 형사, 경장

### 그 외 인물
- 장항선 : 권영술 역 - 정년퇴직한 형사, 껍데기집 운영
- 양주호 : 최태수 역 - 이동석의 일당, 보석절도 용의자, 특수절도 전과 4범, 주특기는 폭발물 설치
- 최민 : 변상태 역 - 이동석의 일당, 보석절도 용의자, 별명 '박사', 주특기는 컴퓨터 해킹과 보안시스템 해체
- 김규철 : 조상태 역 - 조민주의 아버지, 대도
- ? : 유명철 역 - 5년전 연쇄살인범, 조상태의 후배
- 박용수 : 박용석 역 - 경찰청장, 정일도의 아버지
- 송민형 : 허 의원 역 - 허은영의 아버지, 행정안전위원회 위원장
- 조재윤 : 양도수 역 - 연쇄살인마
- 장남열 : 마종필 역 - 마약거래상
- 정태호 : 사채업자 역
- 이성동 : 사채업자 역
- 김장군 : 사채업자
- 신윤정
- 성현준
- 김민진 : 사기꾼 커플남 역
- 유재현 : 은행원 역 - 은행강도 사건 피해자
- 강해인 : 오은하 역 - 순경
- 최인숙 : 조민주의 어머니 역
- 고진명 : 파출소 소장 역
- 박성균 : 기자 역
- 정호근 : 김중만 역 - 내사팀 차장
- 백형준
- 엄효섭 : 경찰 역 - 홍보담당 과장
- 이연주 : 설희 역 - SU엔터테인먼트 소속 배우
- 김경룡 : 민 사장 역 - SU엔터테인먼트 사장
- 오지연
- 김현정 : 성형외과 직원 역
- 박준혁 : 강성철 역 - 성형외과 의사
- 장준학 : 부검의 역
- 조선옥 : 성형외과 간호사 역
- 이종구 : 유명재단 이사 역
- 서권순 : 박 여사 역 - 윤성희의 어머니
- 추소영 : 윤성희 역 - 발레리나, 차수연 살해 용의자
- 손여은 : 차수연 역 - 줄리엣 역할을 맡은 발레리나, 사망사건의 피해자
- 김지오
- 금호석 : 이준수 역 - 차수연,윤성희의 남자친구, 발렛 직원
- 이영훈 : 김영태 역 - 극단 소품 스탭, 윤성희 살해 용의자
- 권성현 : 심은아 역
- 반혜라 : 이준수가 관리하는 집의 집주인 역
- 이두경 : 발렛파킹 맡긴 차주 역
- 윤복성 : 기자 역
- 이광세 : 김영태의 집을 아는 노인 역
- 김윤혜 : 이소민 역 - 학교폭력 가해자, 진미숙 사망사건 용의자, 고등학생
- 채민영 : 한송희 역 - 학교폭력 피해자, 고등학생
- ? : 김소영 역 - 학교폭력 추락사건 피해자, 고등학생
- 김민채 : 김소영의 어머니 역
- 에반 : 알렉스 리 역 - 보험사 직원
- 단강호 : 고등학교 담임선생님 역
- 강철성 : 패스트푸드 사장 역
- 구본석 : 의사 역
- 송시연 : 박은아 역 - 해영그룹 합숙면접에서 납치당한 피해자
- 이엘 : 유혜미 역 - 해영그룹 합숙면접 진행요원, 박은아와 조민주 납치 용의자, 강윤석의 애인
- ? : 강윤석 역 - 해영그룹에서 근무하다 자살한 남자
- 남명렬 : 강만수 역 - 박은아와 조민주 납치 용의자, 강윤석의 아버지
- 이주석 : 박병권 역 - 박은아의 아버지
- 이현실 : 박은아의 어머니 역
- 조성희 : 합숙면접 팀원 역
- 인성호 : 김정욱 역 - 박은아 납치사건의 목격자, 전 해영그룹 하청업체 직원
- 김대성 : 강 변호사 역
- 허선행 : 의사 역
- 김난주 : 한순정 역 - 전 해영그룹 총무팀 직원
- 주부진 : 한순정의 전 이웃주민 역
- 지성근 : 폐차장 사장 역
- 윤선우 : 이영준 역 - 파란장미 연쇄살인 용의자, 논현동 여대생 살인사건의 범인, 대도 조상태를 흠모함
- 최은석 : 쑥쑥이 역 - 이름 '최상천', 전 조상태의 범행 동기, 빈집털이범
- 이관영 : 전자상가 가게 사장 역
- 신선희 : 이영준의 어머니 역
- 최윤준 : 모텔 사장 역
- 이성주 : 교도관 역
- 이중열 : 권철호 역 - 쑥쑥이의 교도소 동기, 청소용역업체 직원
- 김영훈 : 지영호 역 - 전직 경찰, 참 잘했어요 연쇄살인 용의자, 5년전 유명철 사건의 진범
- 엄현경 : 서혜란 역 - 조민주,신유미,이선민의 친구
- 이태경 : 이유리 역 - 남태식 사수의 딸
- 김나연 : 술집 '시크릿'의 마담 역
- 원종례 : 정일도의 어머니 역
- 김하영 : 이선민 역 - 조민주,신유미,서혜란의 친구
- 양희정
- 최지훈
- 김선은 : 기자 역
- 백민 : 방성진 역 - 술집 '시크릿'의 손님, 조경그룹 셋째아들
- 윤진호 : 기자 역 - 쁘띠 장의 후배
- 차성훈 : 국립과학수사연구원 검시관 역
- 김선녀 : 동네 주민 역
- 김광인 : 방성진 측 변호사 역
- 최성웅 : 도장을 만든 초등학교 교장선생님 역
- 박규점 : 김홍태 역 - 5년전 유명철 사건의 담당 형사, 현 은평경찰서 보안과 팀장
- 권영경 : 김미자 역 - 유명철의 부인
- 장태민 : 경찰 역

### 아역
- 장승원 : 일진 학생 역
- 신윤정 : 일진 학생 역
- 김소희 : 학생 역
- 진보경 : 학생 역
- 정소연 : 일진 학생 역
- 우효정 : 일진 학생 역
- 정우정 : 어린시절 진미숙의 친구 역
- 김민지 : 학생 역
- 김소연 : 이소민의 친구 1 역
- 문유진 : 이소민의 친구 2 역
- 고유빈 : 같은 반 학생 역
- 노희정 : 같은 반 학생 역
- 이지연 : 전학 간 학생 역

### 우정출연
- 이민우 : 이동석 역 - 보석절도 및 연쇄살인용의자 (1~3회)
- 황광희 : 천상현수 역 - 아이돌 그룹 '블루키드'의 멤버, 세혁의 고등학교 제자 (1회)
- 박정우 : 김철민 역 - 허 의원의 수하 (15~16회)

## 시청률
최저 시청률과 최고 시청률은 시청률 조사회사와 지역별로 시청률에 차이가 있을 수 있습니다.
| 2011년 | 2011년   | 2011년         | 2011년       | 2011년         | 2011년       |
| 회차   | 방송일   | TNmS 시청률    | TNmS 시청률  | AGB 시청률     | AGB 시청률   |
| 회차   | 방송일   | 대한민국(전국) | 서울(수도권) | 대한민국(전국) | 서울(수도권) |
| ------ | -------- | -------------- | ------------ | -------------- | ------------ |
| 제01회 | 2월 28일 | 6.7%           | 7.5%         | 8.0%           | 8.9%         |
| 제02회 | 3월 1일  | 6.3%           | 7.5%         | 7.9%           | 8.6%         |
| 제03회 | 3월 7일  | 6.9%           | 7.3%         | 7.1%           | 8.1%         |
| 제04회 | 3월 8일  | 7.3%           | 8.1%         | 7.8%           | 8.8%         |
| 제05회 | 3월 14일 | 6.7%           | 7.8%         | 7.5%           | 8.8%         |
| 제06회 | 3월 15일 | 7.4%           | 8.3%         | 7.6%           | 8.4%         |
| 제07회 | 3월 21일 | 8.1%           | 8.8%         | 7.8%           | 8.5%         |
| 제08회 | 3월 22일 | 8.6%           | 9.7%         | 7.6%           | 8.4%         |
| 제09회 | 4월 4일  | 7.7%           | 8.1%         | 7.7%           | 8.8%         |
| 제10회 | 4월 5일  | 7.8%           | 8.5%         | 8.7%           | 9.7%         |
| 제11회 | 4월 11일 | 6.7%           | 7.8%         | 6.3%           | 7.4%         |
| 제12회 | 4월 12일 | 7.4%           | 8.7%         | 6.9%           | 7.7%         |
| 제13회 | 4월 18일 | 7.9%           | 9.0%         | 7.0%           | 8.8%         |
| 제14회 | 4월 19일 | 8.0%           | 8.8%         | 6.8%           | 7.8%         |
| 제15회 | 4월 25일 | 6.9%           | 7.1%         | 6.9%           | 7.4%         |
| 제16회 | 4월 26일 | 7.8%           | 7.9%         | 7.6%           | 8.4%         |

## 참고 사항
- 당초 정일도 역에 김승우가 캐스팅되어 포스터 촬영까지 마쳤으나, 2009년 드라마 《아이리스》의 촬영중 어깨 부상으로 인해 하차할 수밖에 없어 대신 이종혁으로 교체되었다.[3]

## 동시간대 드라마
- MBC 월화 미니시리즈

《짝패》 (2011년 2월 7일 ~ 2011년 5월 24일)
- SBS 월화 미니시리즈

《마이더스》 (2011년 2월 22일 ~ 2011년 5월 3일)

## 동일 소재 프로그램
- 《수사반장》 (MBC, 1970년대~1980년대)
- 《강력1반》 (OBS, 2010년)
- 《너희들은 포위됐다》 (SBS, 2014년)
- 《나쁜 형사》 (MBC, 2018년)
- 《열혈사제》 (SBS, 2019년)